# Oosterleek
Oosterleek est un village situé dans la commune néerlandaise de Drechterland, dans la province de la Hollande-Septentrionale. En 2004, le village comptait 108 habitants.